# Endovenöse Radiofrequenztherapie
Die endovenöse Radiofrequenztherapie (RFITT) oder endovenöse Radiofrequenzablation (RFA, RFT) ist eine minimal-invasive bzw. operationsersetzende Methode zur Behandlung von Krampfadern (Varizen) im oberflächlichen Venensystem. Die endovenöse Radiofrequenztherapie wird ambulant unter Lokalanästhesie oder in Vollnarkose durchgeführt.
Bei der Radiowellentherapie, auch Radiofrequenzverfahren genannt, wird im Unterschied zur endovenösen Lasertherapie die Hitze nicht mit Licht, sondern mittels einer Spezialsonde kontrolliert über Radiofrequenz-Energie auf die Venenwand übertragen. Als Folge der Hitzeeinwirkung schrumpft die krankhafte Vene, sie verödet und die Krampfader verschließt komplett. Die verschlossene, einstige Krampfader wird vom Körper in Bindegewebe umgebaut und wird nach dem Eingriff vom Körper abgebaut.

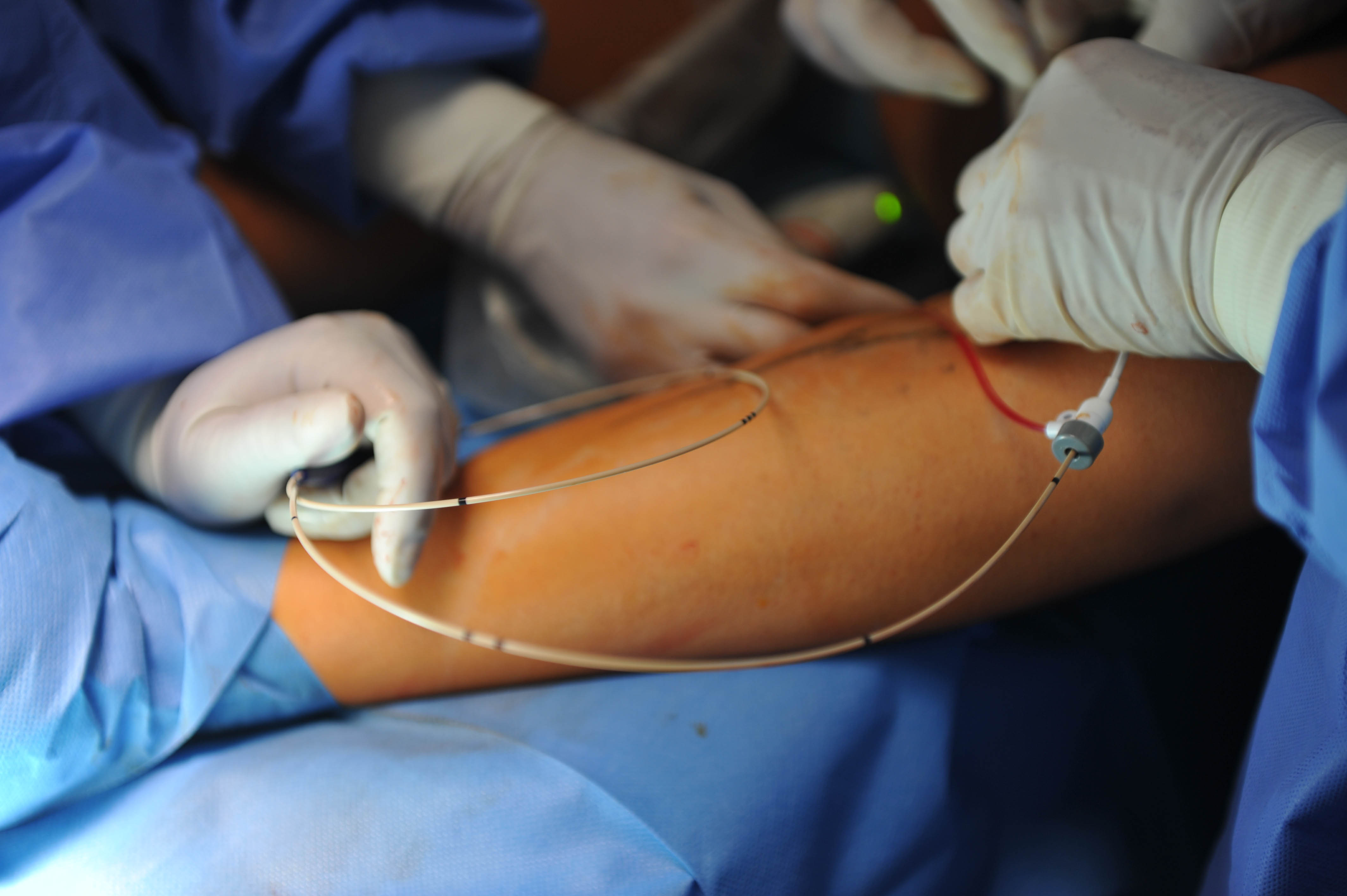
Radiowellentherapie

## Geschichte
Die endovenöse Radiofrequenztherapie wurde ursprünglich von A. C. Sztankay praktiziert und erstmals im Jahr 1984 publiziert. Seit 1998 wird die endovenöse Radiofrequenztherapie auch in Europa vom US-amerikanischen Hersteller „VNUS Medical Technologies, Inc.“ unter dem Namen VNUS-Closure vermarktet. Diese Methode wurde 2007 von VNUS aufgrund der extrem langen Behandlungsdauer durch eine rein thermische Methode mit einem schlauchförmigen Heizdraht als Closure-Fast-Methode ersetzt, das vom medizintechnischen Unternehmen Medtronic in der Schweiz hergestellt wird.
Eine weiterentwickelte echte endovenöse Radiofrequenztherapie (sogenannte RFITT) bietet seit Mitte 2007 die Firma Celon (100-prozentige Tochter von Olympus Medical) an. Hierbei wird die kontrollierte Abgabe von Strom durch eine Widerstandsmessung gesteuert.

## Die Radiowellentherapie bei Krampfadern

### Entscheidung für Radiowellentherapie
Die Radiowellentherapie mit dem VNUS-Closure-Katheter wird bei Varizen der Stammvenen Vena saphena magna und Vena saphena parva der sogenannten Stammvarikose angewendet.
Vor allem verschließt die Wärmeanwendung mittels Hochfrequenz-Katheter lange Stammvenen.

### Vorbereitung der Radiowellentherapie
Da Acetylsalicylsäure (ASS), Schlafmittel oder alkoholische Getränke als auch andere Schmerzmittel die Blutgerinnung verzögern und zu unerwünschten Blutungen führen können, sollte der Patient für die Dauer von sieben bis zehn Tagen vor dem Eingriff darauf verzichten.
Um nach dem Eingriff die Wundheilung nicht zu gefährden, sollten Raucher  ihren Nikotinkonsum bereits vier Wochen vor dem Eingriff stark einschränken.
Während der Anamnese zwischen Venenarzt und Patient erhält der behandelnde Arzt Informationen über die Vorerkrankungen des Patienten. Der Arzt klärt über den Operationsverlauf und allen möglichen Risiken auf.
Der Venenfacharzt untersucht kurz vor der Operation zuerst mit einer Ultraschallsonde den Blutfluss in den Beinen. Er erkennt im oberflächlichen Venensystem Blutverlaufsstörungen und weist alle erweiterten, oberflächlichen Venen und Krampfadern (Varizen) nach. Er zeichnet sie kurz vor dem Eingriff auf dem Bein des stehenden Patienten an.

### Durchführung der Radiowellentherapie
Das Verödungsverfahren wird im Allgemeinen unter lokaler Betäubung durchgeführt. Dazu injiziert der Arzt zuerst um die erkrankte Vene ein Betäubungsmittel in das Fettgewebe der Unterhaut.
Der Operateur nimmt mit dem Skalpell oder mittels bipolarer Stichelektrode kleine Schnitte im Sinne von Stichinzisionen vor. Durch die bis 3 Millimeter großen Einschnitte führt der Arzt die Katheter-Radiosonde in das betroffene Gefäß ein. Der Katheter wird ultraschallkontrolliert optimal platziert.
Mit Hilfe von hochfrequentem Strom sendet die Sondenspitze Radiowellen ins Gewebe und erwärmt das Areal. Um eine Überhitzung auszuschließen, kontrolliert bei der „Celon-Methode“ eine Widerstandsermittlung die gezielte Abgabe von Strom. Die kontinuierliche Messung ermöglicht die optimale Abstimmung der Einwirkzeit, Energiestärke und Position. Ein Alarm verhindert, dass die Temperatur dabei zu keiner Zeit 120 °C überschreitet (siehe Video).
Die Hitze entzieht der venösen Proteinmatrix die Feuchtigkeit, und die Kollagene in den Gefäßwänden ziehen zusammen. Die Krampfader kollabiert, verschließt sich und der krankhafte Blutrückfluss ins Bein ist nicht mehr möglich.
Durch das abschnittweise Zurückziehen des Katheters werden sieben Zentimeter lange Venensegmente zonenweise verödet.
Nachdem die Sonde gezogen wurde, verschließt der Arzt die Stichinzision mittels Wundkleber und legt einen Druckverband (Kompressionsverband) an.
Der Patient kann sich rund ein bis zwei Stunden nach der Operation wieder frei bewegen. Am Folgetag können berufliche Tätigkeiten meist wiederaufgenommen werden.

### Nachsorge nach Radiowellentherapie
Spazierengehen ist danach in der Regel empfehlenswert und fördert die Heilung. Um die gerinnungslose Blutbewegung im behandelten Areal sicherzustellen, trägt der Patient für die zwei bis drei Folgewochen Kompressionsstrümpfe.
Nach dem Eingriff durchläuft die Venenwand eine Verdickung, verwandelt sich in Bindegewebe und wird zu Narbengewebe, das der Körper in einem halben bis ganzen Jahr komplett abbaut.

### Mögliche Nebenwirkungen und Risiken
Wie jeder andere Eingriff ist auch die Radiowellentherapie im Einzelfall mit Risiken und Nebenwirkungen verbunden. Zu den möglichen Komplikationen zählen:
- Durch Überreaktionen auf das Betäubungsmittel Schwindel, Juckreiz oder Übelkeit.
- Aufgrund von Betäubungsmittelallergie ein Kreislaufzusammenbruch.
- Zu den verbreiteteren Nebenwirkungen zählen temporäre Gefühlsstörungen, Taubheitsgefühl oder vorübergehende stärkere Schmerzen.
- Schwellungen, Spannungsgefühle und Druckgefühle.
- An den Schnittstellen Durchblutungsstörungen oder Blutergüsse (Hämatome).
- Entzündungen oder Infektionen an den Schnittstellen.
- Bildung von Thrombose (Blutgerinnseln) oder krankhafter Gefäßverschluss (Embolie).
- Irreversible Hautverfärbungen und Verbrennungen der Hautoberfläche.
- Bleibende Hautnervenschädigung oder Lähmungen.
- Überempfindlichkeiten und Verhärtungen von größeren Venen.
- Lagerungsschäden wie Druckschäden.
- Neuentstehung von Krampfadern in den umliegenden Venen.[1][2]